# Glaucidium capense
Glaucidium capense е вид птица от семейство Совови (Strigidae).

## Разпространение
Видът е разпространен в Ангола, Ботсвана, Замбия, Зимбабве, Демократична република Конго, Кения, Малави, Мозамбик, Намибия, Сомалия, Свазиленд, Танзания, Уганда и Южна Африка.